# Familie Bundschuh – Wir machen Abitur
Familie Bundschuh – Wir machen Abitur ist ein deutscher Fernsehfilm des Regisseurs Thomas Nennstiel aus dem Jahr 2019. Die Komödie ist die vierte Verfilmung von Andrea Sawatzkis Familie-Bundschuh-Buchreihe und basiert auf dem ebenfalls 2019 erschienenen Band Andere machen das beruflich. Das Drehbuch schrieb Autor Florian Hanig und erzählt einmal mehr von Gundula Bundschuh, dargestellt von Sawatzki, die ihrer pubertierenden Tochter Ricarda als Leiterin der Schüler-Theater-AG zum Abitur verhelfen will und dabei ungefragt Unterstützung ihrer Familie erhält.

## Handlung
Erneut hat Gundula Bundschuh mit allerlei Problemen zu kämpfen. Tochter Ricarda steht vor der Hochschulreife, droht jedoch kurz vor Ende ihrer Schullaufbahn durch das Abitur zu rasseln. Ihre letzte Chance ist die erfolgreiche Teilnahme in der Theatergruppe, deren Leiter allerdings kurzfristig ausgefallen ist. Zu Ricardas Leidwesen erklärt sich ausgerechnet Gundula auf einem Elternabend bereit, den Schülern unter die Arme zu greifen und als Ersatz einzuspringen. Sie ahnt nicht, welche Probleme ihr mit den Kindern während der Proben für Shakespeares Romeo und Julia noch bevorstehen.
Zuhause haben es sich unterdessen Gundulas Bruder Hadi und seine hochschwangere Frau Rose in ihrem Wohnmobil in der Einfahrt gemütlich gemacht. Sie haben beschlossen, ihre Heimat im schwäbischen Memmingen hinter sich zu lassen und nach der Geburt des Kindes in Berlin neu anzufangen. Mutter Ilse äußert hingegen Bedenken an Hadis Vaterschaft, nachdem Rose wenige Monate zuvor einen Seitensprung mit Reginald Shoemaker, dem Vater der Ex-Verlobten ihres Enkels Rolfi, hatte. Ilse selbst fürchtet derweil, an Alzheimer zu erkranken und beschließt ebenfalls neu anzufangen: Sie erwirbt das leerstehende Nachbarhaus der Bundschuhs und beginnt eine Therapie bei Gundulas Therapeuten Herrn Mussorkski.
Gerald wird die Belagerung durch Gundulas Familie zu viel: Er lädt zur Unterstützung seine Mutter Susanne ein. Als diese von Gundulas vorübergehender Lehrtätigkeit erfährt, beschließt sie gemeinsam mit Hadi und Gerald, Gundulas Inszenierung mit der passenden Bühnenausstattung, Musik und neuem Drehbuch zu unterstützen. Bei den nachfolgenden Proben stößt der radikale Richtungswechsel bei den Schülern jedoch auf Abwehr. Als diese deswegen aufgeben wollen und das Projekt zu kippen droht, fährt Gundula aus der Haut und jagt Hadi, Susanne und Gerald davon. Nachdem sie auf dem Schulhof Geralds mitgebrachte Schlagerplattensammlung verbrannt hat, beschließt sie, kurzerhand zu ihrer Mutter ins Nachbarhaus zu ziehen.
Susanne wittert die Chance, ihren Sohn mit seiner Jugendfreundin Sabine zu verkuppeln. Dieser blockt jedoch ab. Als Gundula auch noch Sohn Matz zu sich holt, müssen Gerald und Ricarda einsehen, dass Gundula an allen Ecken fehlt. Als Gerald seiner Frau daraufhin mit einem Ständchen vor deren Schlafzimmerfenster den Hof zu machen versucht, stürzt er von der Leiter und landet mit einem gebrochenen Arm im Krankenhaus. Die Familie versöhnt sich und Gundula unternimmt einen letzten Anlauf, das Theaterstück doch noch nach ihren eigenen Vorstellungen zu inszenieren. Am Abend der Aufführung wird ihre moderne Adaption vom Publikum gefeiert und Ricarda gelingt es, mit Bestnote zu bestehen. Als bei Rose unterdessen die Wehen einsetzen, kommt es im Kreißsaal zu einer Überraschung, die Hadi in die Ohnmacht treibt: Das Baby ist schwarz – wie sein Erzeuger Reginald.

## Hintergrund
Die ZDF-Auftragsproduktion wurde erneut von der Ziegler Film produziert und von November bis Dezember 2019 im Raum Berlin gedreht. Neben Sawatzki konnten Axel Milberg, Amber Marie Bongard, Judy Winter, Thekla Carola Wied, Stephan Grossmann, Eva Löbau und Uwe Ochsenknecht erneut für die Besetzung verpflichtet werden. Bei TV-Kritikern stieß die Komödie nach Erstausstrahlung im Dezember 2019 auf vorwiegend gemischte Resonanz. 
Mit Familie Bundschuh im Weihnachtschaos erschien im Dezember 2020 eine weitere Fortsetzung.

## Rezeption

### Einschaltquote
Wir machen Abitur feierte am 16. Dezember 2019 zur Hauptsendezeit im ZDF Erstausstrahlung. Mit einem Marktanteil von 16,1 Prozent bei insgesamt 4,98 Millionen Zuschauern avancierte die Komödie knapp vor der Quizshow Wer wird Millionär? zur meistgesehenen Produktion des Tages. In der werberelevanten Zielgruppe der 14- bis 49-Jährigen erreichte der Film 0,75 Millionen Zuseher bei einem Marktanteil von 8,2 Prozent.

### Kritiken
Tilmann P. Gangloff befand in seiner Rezension in der Frankfurter Rundschau, dass der vierte Teil der Reihe „erneut sehr unterhaltsam“ sei, jedoch oft „wie eine Nummernrevue“ wirke, „die allzu oft in Klischee und Klamotte abkippt. Hinzu kommt nun ein gewisser Abnutzungseffekt, weil sich weder die Dramaturgie noch die Stereotypie der Figuren“ änderten. Da die Ereignisse zumindest vordergründig allesamt witzig seien, sei Wir machen Abitur jedoch „eine abwechslungsreiche turbulente Komödie, aber erneut ist es Buch und Regie nicht gelungen, die Nummern in eine spürbare Dramaturgie zu betten; der Film wirkt wie eine Sketch-Comedy“. Sehenswert sei Wir machen Abitur „in erster Linie wegen des Ensembles, das gar nicht erst versucht, gegen die jeweiligen Klischees der Rollen anzuspielen, sondern sie vielmehr auf die Spitze treibt“.
Tom Heise resümierte in seiner TV-Kritik für die Neue Osnabrücker Zeitung, dass „auch die vierte Verfilmung nach der Roman-Reihe von Andrea Sawatzki […] mit guter Situationskomik und gelungenem Dialogwitz“ punkte. „Die vielfältigen familiären Verwicklungen, die immer kurz davor sind, in die absolute Katastrophe abzugleiten“, machten Spaß. Das sei „alles nicht besonders bedeutungsvoll, aber in hohem Maße vergnüglich. Die leichte Komödie wird vor allem durch ihre prominenten Darsteller getragen“. Neben Sawatzki und Milberg profilierten sich vor allem Thekla Carola Wied und Judy Winter „als jeweils auf ihre Art anstrengende Omas“. Auch Ochsenknecht bereite „mit seiner Darstellung des vielfach umworbenen, charmanten Therapeuten Mussorkski größtes Vergnügen“.
Weser-Kurier-Redakteur Maximilian Haase schrieb, dass der Film „mit einem Witz, der vom Drehbuch von Florian Hanig für ZDF-Primetime-Verhältnisse angenehm vielschichtig umgesetzt wurde, […] von übermäßigen Rollenerwartungen an Frauen bis zur Integration von Migranten zahlreiche brennende Themen“ anschneide. Wunderbar umgesetzt seien „etwa die Debatte der nervenden neuen Nachbarn um die mögliche Hautfarbe ihres erwartenden Kindes“. Derlei „verquere Konstellationen“ müssten „natürlich aufgearbeitet werden: Als Gaststar überzeugt Uwe Ochsenknecht in der Rolle des jovial-schmalzigen Therapeuten“.